# John Whitesell
John Whitesell, né le 12 juillet 1961 à Iowa Falls (Iowa), est un réalisateur de cinéma et de télévision et producteur de télévision américain.

## Filmographie partielle

### Comme réalisateur

#### Au cinéma
- 1993 : Calendar Girl
- 2001 : Spot (See Spot Run)
- 2003 : Le Rappeur de Malibu (Malibu's Most Wanted)
- 2006 : Voisin contre voisin (Deck the Halls)
- 2006 : Big Mamma 2
- 2011 : Big Mamma : De père en fils (Big Mommas: Like Father, Like Son)
- 2012 : Thunderstruck
- 2020 : Holidate

#### À la télévision
- 1987 : Campus Show (A Different World) (série télévisée)
- 1989 : Coach (série télévisée)
- 1989 : Doctor Doctor (série télévisée)
- 1993 : The John Larroquette Show (série télévisée)
- 1994 : The Cosby Mysteries (série télévisée)
- 1995 : Pig Sty (en) (série télévisée)
- 1995 : Clarissa
- 1996 : Pearl (en) (série télévisée)
- 1998 : Damon (série télévisée)
- 1998 : Costello (série télévisée)
- 1999 : It's Like, You Know... (série télévisée)
- 1999 : Grown Ups (en) (série télévisée)
- 1999 : Action (série télévisée)
- 1999 : Jack and Jill (série télévisée)
- 2000 : D.C. (D.C.) (série télévisée)
- 2001 : Raising Dad (série télévisée)
- 2001 : Men, Women & Dogs (série télévisée)
- 2002 : House Blend (série télévisée)
- 2003 : So Downtown (série télévisée)

### Comme producteur
- Cold Case : Affaires classées (série télévisée)